# Isle of Wights herrlandslag i fotboll
Isle of Wights herrlandslag i fotboll representerar Isle of Wight i fotboll för herrar. Laget kontrolleras av Isle of Wight Football Association, som inte är med i Fifa eller Uefa, och därmed får Wight inte kvalspela till de stora turneringarna. Laget är ansutet till engelska fotbollsförbundet, med status som engelskt grevskap.
Däremot deltar Wight i Internationella öspelen.